# Mario Hermoso
Mario Hermoso Canseco (Madrid, 18 giugno 1995) è un calciatore spagnolo, difensore della Roma.

## Caratteristiche tecniche
Di ruolo difensore centrale, è di piede mancino e può giocare anche da terzino sinistro. Bravo nel colpo di testa, nella difesa uno contro uno, nel recuperare palloni e a intervenire in tackle, è forte fisicamente, rapido e reattivo nei movimenti, tanto da essere bravo nell'uscire palla al piede e abbastanza tecnico da impostare l'azione. Sa anche tirare le punizioni.

## Carriera

### Club

#### Real Madrid, Valladolid ed Espanyol
Prodotto del settore giovanile del Real Madrid, nel 2015 passa in prestito stagionale al Real Valladolid, con cui trova 31 presenze nella seconda serie spagnola.
Nell'estate 2017 viene acquistato a titolo definitivo dall'Espanyol.

#### Atlético Madrid
Il 18 luglio 2019 viene acquistato ufficialmente dall'Atlético Madrid per circa 25 milioni di euro più 4 di bonus. Con i Colchoneros firma un contratto quinquennale valido fino al 30 giugno 2024. Esordisce con la maglia dei Colchoneros il 18 agosto in occasione della partita di campionato contro il Getafe, vinta per 1-0. Il 9 dicembre 2020 mette a segno la sua prima rete con la maglia dell'Atlético, in occasione della partita di Champions League vinta per 2-0 contro il Salisburgo. Il 18 settembre 2022 gioca la sua partita numero 100 con l'Atlético Madrid.
Hermoso lascia l'Atlético al termine della stagione 2023-2024, alla scadenza naturale del suo contratto dopo aver messo insieme 171 presenze e 10 gol in cinque stagioni.

#### Roma
Rimasto svincolato, il 2 settembre 2024 viene ingaggiato a stagione in corso dalla Roma.
Il 15 settembre ha esordito con la squadra capitolina subentrando a partita in corso contro il Genoa, match valido per il quarto turno di Serie A. Il 12 dicembre segna la sua prima rete con i giallorossi, fissando il 3-0 finale contro lo Sporting Braga nella partita valida per la fase campionato di Europa League. Tuttavia a Roma trova poco spazio e rende al di sotto delle attese, venendo dunque ceduto nel mercato invernale.

#### Prestito al Bayer Leverkusen
Il 31 gennaio 2025 viene ceduto in prestito al Bayer Leverkusen. L'11 maggio seguente, il club rossonero comunica che non l'avrebbe riscattato, comunicandone il ritorno alla Roma.

### Nazionale
Ha giocato nella nazionale spagnola Under-19.
Il 18 novembre 2018 ha esordito in nazionale maggiore nell'amichevole vinta 1-0 contro la Bosnia.

## Statistiche

### Presenze e reti nei club
Statistiche aggiornate all'11 marzo 2025.
| Stagione               | Squadra                | Campionato             | Campionato | Campionato | Coppe nazionali | Coppe nazionali | Coppe nazionali | Coppe continentali | Coppe continentali | Coppe continentali | Altre coppe | Altre coppe | Altre coppe | Totale | Totale |
| Stagione               | Squadra                | Comp                   | Pres       | Reti       | Comp            | Pres            | Reti            | Comp               | Pres               | Reti               | Comp        | Pres        | Reti        | Pres   | Reti   |
| ---------------------- | ---------------------- | ---------------------- | ---------- | ---------- | --------------- | --------------- | --------------- | ------------------ | ------------------ | ------------------ | ----------- | ----------- | ----------- | ------ | ------ |
| 2015-2016              | Real Valladolid        | SD                     | 31         | 0          | CR              | 0               | 0               | -                  | -                  | -                  | -           | -           | -           | 31     | 0      |
| 2016-2017              | Real M. Castilla       | SDB                    | 33         | 1          | -               | -               | -               | -                  | -                  | -                  | -           | -           | -           | 33     | 1      |
| 2017-2018              | Espanyol               | PD                     | 22         | 1          | CR              | 2               | 0               | -                  | -                  | -                  | -           | -           | -           | 24     | 1      |
| 2018-2019              | Espanyol               | PD                     | 32         | 3          | CR              | 3               | 0               | -                  | -                  | -                  | -           | -           | -           | 35     | 3      |
| Totale Espanyol        | Totale Espanyol        | Totale Espanyol        | 54         | 4          |                 | 5               | 0               |                    | -                  | -                  |             | -           | -           | 59     | 4      |
| 2019-2020              | Atlético Madrid        | PD                     | 17         | 0          | CR              | 1               | 0               | UCL                | 5                  | 0                  | SS          | 0           | 0           | 23     | 0      |
| 2020-2021              | Atlético Madrid        | PD                     | 31         | 1          | CR              | 1               | 0               | UCL                | 6                  | 1                  | -           | -           | -           | 38     | 2      |
| 2021-2022              | Atlético Madrid        | PD                     | 26         | 2          | CR              | 1               | 0               | UCL                | 6                  | 0                  | SS          | 1           | 0           | 34     | 2      |
| 2022-2023              | Atlético Madrid        | PD                     | 26         | 3          | CR              | 5               | 0               | UCL                | 3                  | 1                  | -           | -           | -           | 34     | 4      |
| 2023-2024              | Atlético Madrid        | PD                     | 31         | 0          | CR              | 4               | 0               | UCL                | 9                  | 1                  | SS          | 1           | 1           | 45     | 2      |
| Totale Atlético Madrid | Totale Atlético Madrid | Totale Atlético Madrid | 131        | 6          |                 | 12              | 0               |                    | 29                 | 3                  |             | 2           | 1           | 174    | 10     |
| 2024-gen. 2025         | Roma                   | A                      | 8          | 0          | CI              | 1               | 0               | UEL                | 4                  | 1                  | -           | -           | -           | 13     | 1      |
| gen.-giu. 2025         | Bayer Leverkusen       | BL                     | 4          | 0          | CG              | 1               | 0               | UCL                | 2                  | 0                  | SG          | -           | -           | 7      | 0      |
| 2025-2026              | Roma                   | A                      | -          | -          | CI              | -               | -               | UEL                | -                  | -                  | -           | -           | -           | -      | -      |
| Totale Roma            | Totale Roma            | Totale Roma            | 8          | 0          |                 | 1               | 0               |                    | 4                  | 0                  |             | -           | -           | 13     | 1      |
| Totale carriera        | Totale carriera        | Totale carriera        | 261        | 11         |                 | 19              | 0               |                    | 35                 | 4                  |             | 2           | 1           | 317    | 16     |

### Cronologia presenze e reti in nazionale
| Cronologia completa delle presenze e delle reti in nazionale ― Spagna | Cronologia completa delle presenze e delle reti in nazionale ― Spagna | Cronologia completa delle presenze e delle reti in nazionale ― Spagna | Cronologia completa delle presenze e delle reti in nazionale ― Spagna | Cronologia completa delle presenze e delle reti in nazionale ― Spagna | Cronologia completa delle presenze e delle reti in nazionale ― Spagna | Cronologia completa delle presenze e delle reti in nazionale ― Spagna | Cronologia completa delle presenze e delle reti in nazionale ― Spagna |
| Data                                                                  | Città                                                                 | In casa                                                               | Risultato                                                             | Ospiti                                                                | Competizione                                                          | Reti                                                                  | Note                                                                  |
| --------------------------------------------------------------------- | --------------------------------------------------------------------- | --------------------------------------------------------------------- | --------------------------------------------------------------------- | --------------------------------------------------------------------- | --------------------------------------------------------------------- | --------------------------------------------------------------------- | --------------------------------------------------------------------- |
| 18-11-2018                                                            | Las Palmas                                                            | Spagna                                                                | 1 – 0                                                                 | Bosnia ed Erzegovina                                                  | Amichevole                                                            | -                                                                     |                                                                       |
| 26-3-2019                                                             | Ta' Qali                                                              | Malta                                                                 | 0 – 2                                                                 | Spagna                                                                | Qual. Euro 2020                                                       | -                                                                     |                                                                       |
| 7-6-2019                                                              | Tórshavn                                                              | Fær Øer                                                               | 1 – 4                                                                 | Spagna                                                                | Qual. Euro 2020                                                       | -                                                                     |                                                                       |
| 5-9-2019                                                              | Bucarest                                                              | Romania                                                               | 1 – 2                                                                 | Spagna                                                                | Qual. Euro 2020                                                       | -                                                                     | 84’                                                                   |
| 8-9-2019                                                              | Gijón                                                                 | Spagna                                                                | 4 – 0                                                                 | Fær Øer                                                               | Qual. Euro 2020                                                       | -                                                                     |                                                                       |
| Totale                                                                |                                                                       | Presenze                                                              | 5                                                                     |                                                                       | Reti                                                                  | 0                                                                     |                                                                       |

## Palmarès

### Club
- Campionato spagnolo: 1

Atlético Madrid: 2020-2021